# سنوون ملكة جوسون
الملكة سُنوون (بالهانغل: 순원왕후. ولدت في 8 يونيو 1789 وماتت في 21 سبتمبر 1857 هي ملكة مملكة جوسون وزوجة الملك سنجو. كانت الملكة وصية على العرش الملكي لفترتين الأولى بين سنة 1834 وسنة 1841، والثانية بين سنة 1849 وسنة 1852. والدها هو كم جو سن (김조순) من عشيرة كم أندونغ، ووالدتها هي السيدة شم (심씨).
تزوجت من الملك في سنة 1802 وأنجبت له ولي العهد هيوميونغ ولكنه مات في سنة 1830 ومات زوجها في سنة 1834 وأصبحت وصية على حفيدها ذي الثمانية أعوام، وهو الملك هونجونغ. ظلت السلطة الملكية في عهدها في يد أقاربها من عشيرة كم أندونغ حتى سنة 1840، وذلك حين انتقلت السلطة إلى عشيرة جو بنغيانغ وهي عشيرة والدة الملك وذلك بعد مذبحة الكاثوليك في سنة 1839. عند وفاة حفيدها في سنة 1849 أصبحت وصية على العرش مجدداً.
ماتت الملكة في قصر تشانغدوك، وأعطيت لقب الإمبراطورة سنوونسك (순원숙황후).